# Bothrioplanida
Bothrioplanida (русское название: Ботриопланиды) — отряд плоских червей (Platyhelminthes), включающий единственное семейство Bothrioplanidae и род Bothrioplana. Эти черви обитают в пресных водоемах, таких как озера, пруды, колодцы и временные водоемы. Они также могут встречаться среди мхов на камнях в реках и ручьях.

## Характеристика
Bothrioplanida — небольшие плоские черви, обитающие в пресной воде. Они имеют прозрачное удлиненное тело с округлым задним концом и тупым передним концом. У этих червей отсутствуют глаза, а рот расположен на вентральной стороне тела примерно посередине.

## Отличительные признаки
Прозрачное удлиненное тело: тело Bothrioplanida прозрачно и удлинено, что позволяет им легко скрываться в водной среде.
Отсутствие глаз: они не имеют глаз, что отличает их от многих других плоских червей.
Реснички: поверхность тела покрыта ресничками, которые обеспечивают движение и захват пищи.
Расположение рта: рот расположен на вентральной стороне тела примерно посередине, что характерно для многих турбеллярий.
Bothrioplanida питаются мелкими беспозвоночными, такими как дафнии, и могут использовать хемоавтотрофных бактериальных симбионтов для получения питания.